# Leonardo AI
Leonardo.AI est une plateforme d'intelligence artificielle générative, capable de créer des images artistiques à partir de descriptions textuelles, incluant des processus de conception utiles pour la création de jeux vidéo.

## Histoire
Leonardo.AI a été créé en 2023 par une société éponyme basée à Sydney, en Australie.
En environ un an, sept millions d'utilisateurs ont créé plus de 700 millions d'images via cette plateforme.

## Fonctionnalités
Leonardo.AI utilise la vision par ordinateur et l'apprentissage automatique pour analyser des images et des vidéos. Il propose une palette d'outils algorithmiques utiles pour produire des œuvres d'art et des éléments (« assets ») de jeux vidéo (il peut générer automatiquement, et en quelques secondes, certains éléments de jeu tels que des objets, des environnements, des bâtiments, ou même des concepts, à partir de prompts textuels).
La plateforme offre aux utilisateurs experts une possibilité de construire et d'éduquer leurs propres modèles de génération d'images.
L'outil, en tant que générateur d'images, peut aussi avoir des usages pédagogiques. Par exemple, avec les étudiants ou dans les MOOCs, ou dans les études d'architecture (et à condition que les élèves maitrisent bien le langage technique de l'architecture, pour qu'ils puissent produire des invites textuelles efficaces), et dans le domaine de l'histoire de l'art et de l'histoire de l'architecture, la réalité virtuelle permet aux étudiants de mieux visualiser les architectures et villes du passé. Leonardo.AI a par exemple été testé avec des étudiants et enseignants du département d'ingénierie architecturale de l'Université de Sharjah, aux Émirats arabes unis, comme outil interactif de visualisation de modélisation virtuelle 3D, pouvant contribuer à l'enseignement de l'histoire de l'architecture ; les auteurs de l'étude concluant toutefois à un besoin de « lignes directrices pour prévenir les abus et de concevoir des outils d'IA sur mesure pour les cours d'histoire de l'architecture ».

### Travail de l'image
Leonardo AI propose une large variété d'outils IA de travail sur l'image.
Les utilisateurs peuvent effectuer des tâches d'édition comme l'inpainting et l'out-painting, tandis qu'une gomme magique permet d'effacer des objets avec précision sans endommager les principaux éléments de l'image.
Leonardo.AI permet un usage gratuit mais alors restreint à 150 tokens par jour avec des fonctionnalités comme l'unzoom ou l'upscale d'image, la suppression de l'arrière-plan, le masquage, l'inpainting et plus encore.

### Spécificités
Leonardo.AI se distingue de ses concurrents par certaines fonctionnalités, par exemple, il permet clairement des prompts négatifs, ce qui permet à l'utilisateur d'exclure des éléments non souhaités dans l'image.